# Erik Segerstedt
Mats Erik Segerstedt (Uddevalla, 1983. április 20. – ) svéd énekes, zeneszerző, a Melodifestivalen résztvevője 2013-ban és 2025-ben.

## Pályafutása
Segerstedt Uddevallában született. Tanulmányait a stockholmi Adolf Fredrik zenei iskolában végezte. 2006-ban a Swedish Idol harmadik évadában a második helyen végzett Markus Fagervall mögött. A műsort követően Segerstedt lemezszerződést kötött a Sony BMG-vel, és 2007. február 21-én megjelent debütáló albuma, az A Different Shade. Az album a svéd albumlista második helyén nyitott, és a következő héten is ebben a pozícióban maradt. Az első kislemez, az Andreas Carlsson által írt I Can't Say I'm Sorry a svéd kislemezlista, a Sverigetopplistan első helyére került.
Tagja volt az E.M.D. nevű svéd együttesnek, amelyben két másik Idol versenyzővel, a szintén 2006-os versenyben részt vett Danny Saucedóval és a 2007-es évadban feltűnt Mattias Andréassonnal zenélt együtt. Az együttes 2010 végén bejelentette, hogy szünetet tartanak.
2013-ban Segerstedt részt vett a Melodifestivalen 2013-ban a Robin Fredriksson, Mattias Larsson és Måns Zelmerlöw által szerzett Hello Goodbye című duettjével, amelyet Tone Damlival közösen adott elő. A duó a második elődöntőben a negyedik helyen végzett, így továbbjutottak a vigaszágas fordulóba, ahol végül az ötödik helyet szerezték meg, így nem jutottak be a döntőbe. Szintén ebben az évben Segerstedt versenyzőként szerepelt a Let's Dance című műsorban, emellett ő kölcsönözte Hans herceg hangját a Disney Jégvarázs című filmjének svéd szinkronjában.
2024. november 26-án jelentette be az SVT, hogy az énekes bejutott a Mattias Andréassonnal és Pontus Södermannal közösen szerzett versenydalával a Melodifestivalen következő évi mezőnyébe. A Show Me What Love Is című dalt először a február 8-án rendezett második elődöntőben adta elő Göteborgban, ahol az első helyen továbbjutott a március 8-i döntőbe. Itt 51 pontot sikerült összegyűjtenie (24-et a nemzetközi zsűriktől és 27-et a nézőktől kapott), mellyel összesítésben a kilencedik helyen végzett.

## Diszkográfia

### Albumok
- 2007: A Different Shade
- 2008: A State of Mind (Az E.M.D.-vel)
- 2009: Välkommen hem (Az E.M.D.-vel)
- 2010: Rewind (Az E.M.D.-vel)

### Kislemezek

#### Az E.M.D.-vel
- 2007: All for Love
- 2008: Jennie Let Me Love You
- 2008: Alone
- 2009: Baby Goodbye
- 2009: Youngblood
- 2009: Välkommen hem
- 2010: Save Tonight
- 2010: What Is Love

### = Szólóban
- 2006: I Don't Want to Be
- 2007: I Can't Say I'm Sorry
- 2007: How Did We Change?
- 2009: Saturday Night
- 2013: Hello Goodbye (Tone Damlival közösen)
- 2025: Show Me What Love Is